# Жаккар, Жан-Филипп
Жан-Фили́пп Жакка́р (фр. Jean-Philippe Jaccard; р. 1958) — швейцарский литературовед, русист, переводчик. Специалист по русскому авангарду, хармсовед. Профессор, заведующий кафедрой русского языка и литературы Университета Женевы.

## Биография
Жан-Филипп Жаккар родился в 1958 году.
Окончил Университет Женевы; ученик Жоржа Нива и Симона Маркиша. В самом начале 1980-х годов Жаккар стажировался в Ленинградском государственном университете имени А. А. Жданова. Зная интерес своего студента к авангарду, Нива предложил ему в качестве темы дипломной работы творчество Даниила Хармса. В 1983 году Жаккар снова поехал в Ленинград с официальной (для советской стороны) темой работы «Детская литература 1920-х годов»; неофициально же занимался Хармсом. Пушкинский дом в то время был закрыт для иностранцев, и для Жаккара была доступна только Ленинградская публичная библиотека. Но именно там Жаккар нашёл пятьдесят тетрадей рукописей Хармса и переписал их от руки (в 2006 году эти тетради при участии Жаккара были изданы). Жан-Филипп Жаккар — основной переводчик Даниила Хармса на французский язык.
В 1996 году Жана-Филиппа Жаккара попросили перевести для женевского театра Грютли пьесу Николая Эрдмана «Мандат», текст которой затем был издан отдельной книгой с комментариями Жаккара.
В 2002 году Жаккар сменил Жоржа Нива на должности заведующего кафедрой русского языка и литературы Университета Женевы:
Помогло то, что я знал профессора Нива очень давно, был его студентом, потом аспирантом, много с ним общался и работал. После его ухода и моего назначения он никогда не вмешивался в мои дела. Конечно, все знают и говорят о Нива, но мне это совсем не мешает и даже помогает. Нива — мой защитный слой, в какой-то степени моя «крыша». Меня вполне устраивает, что если у журналистов возникает вопрос, связанный с Россией, они обращаются к нему, а не ко мне.
Литературовед Олег Лекманов в 2017 году вспоминал о встрече с Жаккаром:
Когда меня почему-либо готово захлестнуть тщеславие, всегда вспоминаю такую историю:
Довольно уже давно читал я лекцию на Летней школе у Александра Кобринского под Петербургом. А передо мной выступал прекрасный, как внутренне, так и внешне (что важно для истории!) швейцарский славист Жан-Филипп Жаккар. Кажется, он разбирал «Реквием» Ахматовой. Девушки (составлявшие почему-то 99 гендерных процентов аудитории) слушали Жана-Филиппа восторженно, ловили, что называется, каждую мысль.
Когда Жаккар закончил, я поднял руку, попросив слова для реплики. И начал эту реплику так:

— Дорогой Жан-Филипп, спасибо, очень интересно. Но я полагаю…

Тут одна из юных слушательниц повернулась ко мне, одарила взглядом, полным непередаваемого презрения и воскликнула, иронически ударив на первое слово:

— Он полагает!

И красиво всплеснула руками.